# Граф Лисбёрн
Граф Лисбёрн (англ. Earl of Lisburne) — наследственный титул в системе Пэрства Ирландии. Он был создан в 1776 году для Уилмота Вогана, 4-го виконта Лисбёрна (1730—1800). Он представлял в Палате общин Кардиганшир (1755—1761, 1768—1791) и Бервик-апон-Твид (1765—1768), а также занимал незначительные должности в правительстве. Его младший сын, Джон Воган, 3-й граф Лисбёрн (1769—1831), заседал в Палате общин от Кардигана (1796—1800, 1801—1818). Его преемником стал его сын, Эгнест Огастес Воган, 4-й граф Лисбёрн (1800—1873), который представлял в парламенте Кардиганшир (1854—1859). Его правнук, Эрнест Эдмунд Генри Воган, 7-й граф Лисбёрн (1892—1963), занимал пост лорда-лейтенанта Кардиганшира (1923—1956).
По состоянию на 2025 год, обладателем графского титула является его внук, Дэвид Джон Фрэнсис Воган, 9-й граф Лисбёрн, сменивший отца в 2014 году.
Титулы барона Фетхарда (графство Типперэри) и виконта Лисбёрна были созданы в Пэрстве Ирландии в 1695 году для Джона Вогана (1667—1721), члена парламента от Кардиганшира (1694—1698) и лорда-лейтенанта Кардиганшира (1715—1721). Его сын, Джон Воган, 2-й виконт Лисбёрн (1694—1741), также заседал а парламенте от Кардиганшира и был лордом-лейтенантом Кардиганшира (1721—1741). Его младший брат, Уилмот Воган, 3-й виконт Лисбёрн (ум. 1766), также был лордом-лейтенантом Кардиганшира (1744—1762). Ему наследовал его сын, вышеупомянутый Уилмот Воган, 4-й баронет, получивший в 1776 году титул графа Лисбёрна.
Титул учтивости наследника графа Лисбёрна — «Виконт Воган».
Фамильная резиденция — Кроссвуд в Кередигионе в Кардиганшире (Уэльс).

## Виконты Лисбёрн (1695)
- 1695—1721: Джон Воган, 1-й Виконт Лисбёрн (1670—1721), сын Эдварда Вогана (ум. 1683);
- 1721—1741: Джон Воган, 2-й Виконт Лисбёрн (1695 — 15 января 1741), старший сын предыдущего;
- 1741—1766: Уилмот Воган, 3-й Виконт Лисбёрн (умер 4 февраля 1766), младший сын 1-го виконта Лисбёрна;
- 1766—1800: Уилмот Воган, 4-й Виконт Лисбёрн (1730 — 6 января 1800), старший сын предыдущего, граф Лисбёрн с 1776 года.

## Графы Лисбёрн (1776)
- 1776—1800: Уилмот Воган, 1-й граф Лисбёрн (1730 — 6 января 1800), старший сын 3-го виконта Лисбёрна;
- 1800—1820: Уилмот Воган, 2-й граф Лисбёрн (3 мая 1755 — 6 мая 1820), единственный сын предыдущего от первого брака;
- 1820—1831: Джон Воган, 3-й граф Лисбёрн (10 марта 1769 — 18 мая 1831), сводный брат предыдущего;
- 1831—1873: Эрнест Август Воган, 4-й граф Лисбёрн (30 октября 1800 — 8 ноября 1873), второй сын предыдущего;
- 1873—1888: Эрнест Август Малет Воган, 5-й граф Лисбёрн (26 июня 1836 — 31 марта 1888), старший сын предыдущего от второго брака;
- 1888—1899: Джордж Генри Артур Воган, 6-й граф Лисбёрн (20 июля 1862 — 4 сентября 1899), единственный сын предыдущего;
- 1899—1963: Эрнест Эдмунд Генри Малет Воган, 7-й граф Лисбёрн (8 февраля 1892 — 30 июня 1963), единственный сын предыдущего;
- 1963—2014: Джон Дэвид Малет Воган, 8-й граф Лисбёрн (1 сентября 1918 — 2 сентября 2014), сын предыдущего;
- 2014 — настоящее время: Дэвид Джон Фрэнсис Малет Воган, 9-й граф Лисбёрн (род. 15 июня 1945), старший сын предыдущего;
  - Наследник: Достопочтенный Майкл Джон Уилмот Воган (род. 1948), младший брат предыдущего.